# Leucoencefalite hemorrágica aguda
A leucoencefalite hemorrágica aguda (LEHA), também designada por doença de Hurst, é uma doença desmielinizante rara do sistema nervoso central (SNC) marcada por uma rápida progressão e inflamação aguda da substância branca. Devido à correlação na sua suspeita de patogénese autoimune pós-infecciosa, é considerada como a forma mais grave de Encefalomielite disseminada aguda (ADEM). Uma vez que este quadro clínico tem uma elevada taxa de mortalidade, é necessário um tratamento agressivo e imediato. Embora a causa exacta da LEHA seja desconhecida, ocorre geralmente após uma infeção bacteriana ou viral ou, menos frequentemente, após uma vacinação contra o sarampo ou a raiva. A LEHA foi registada em doentes com a doença do coronavírus 2019 (COVID-19) como uma complicação neurológica rara mas grave. No entanto, devido à falta de critérios de diagnóstico baseados em evidências, o diagnóstico é difícil. 
A leucoencefalite hemorrágica aguda (LEHA) é uma doença de desmielinização rara que provoca uma rápida deterioração neurológica e morte. Embora a sua fisiopatologia precisa seja desconhecida, é mais frequentemente descrita como uma complicação pós-infecciosa de uma doença respiratória superior. A LEHA pode ser sconsiderada uma forma grave de ADEM. A LEHA tem uma taxa de morbilidade e mortalidade mais elevada do que a ADEM, mas é muito menos comum. É provável que a LEHA seja subnotificada e sub-reconhecida devido à raridade da doença e a um procedimento de diagnóstico moroso.
A LEHA é também conhecida como síndroma de Weston-Hurst ou doença de Hurst. Weston-Hurst foi quem descreveu esta síndrome em 1941, quando relatou dois adultos que desenvolveram encefalopatia aguda com sinais neurológicos focais após uma infeção respiratória. O primeiro doente (mulher doméstica) morreu dois dias depois de desenvolver afasia, cefaleias e hemiparésia do lado direito, e o segundo doente (trabalhador do sector das munições) morreu uma semana depois de desenvolver afasia, confusão, convulsões e entrar em coma. As lesões patológicas observadas nos dois doentes eram semelhantes, com edema; lesões hemorrágicas da substância branca, principalmente limitadas a um hemisfério cerebral; desmielinização; infiltrados polimorfonucleares perivasculares; necrose; e deposição de fibrina dentro e à volta dos vasos sanguíneos.
A LEHA é um tipo de doença inflamatória cerebral que afecta principalmente o cérebro, mas também pode afetar o tronco cerebral, o cerebelo e a medula espinal. Pensa-se que esta doença é uma reação autoimune hiperaguda desencadeada por uma reação cruzada entre os tecidos do SNC do próprio doente e os antigénios de um agente infecioso. Trata-se de uma mielinopatia inflamatória aguda rara do SNC que provoca uma perda progressiva de consciência, levando a uma disfunção neurológica focal e ao coma. A LEHA distingue-se por um início agudo e uma rápida progressão da inflamação, com lesões cerebrais simétricas e multifocais associadas a necrose edematosa aguda e hemorragia. Esta doença rara afecta principalmente adultos jovens e está frequentemente associada a infecções prévias (1-4 semanas) do trato respiratório. A taxa de mortalidade global da LEHA é elevada, e os sobreviventes apresentam frequentemente défices neurológicos. A morte é comum na primeira semana da doença, com uma taxa de mortalidade estimada em 70%.

## Epidemiologia
A maioria dos relatórios iniciais provém da Austrália e do Reino Unido. As descrições seguintes vieram da Bélgica, Estados Unidos, França, Europa de Leste, Alemanha, Japão e Turquia. Os homens são afectados duas vezes mais do que as mulheres.

## Patologia, modelos experimentais e patogénese
A presença de inflamação com danos nos tecidos ou desmielinização perivenosa é uma caraterística da LEHA, semelhante à ADEM. O grau de infiltração linfocítica, por outro lado, é globalmente menos pronunciado. Estão presentes numerosos granulócitos, bem como pequenas hemorragias perivasculares e necrose fibrinóide nas paredes de algumas veias, em contraste com a ADEM.
Pensou-se inicialmente que a LEHA era um subtipo de ADEM com uma evolução mais grave da doença e lesões agressivas. Este ponto de vista é apoiado pela observação em animais experimentais de que a encefalomielite autoimune pode progredir para uma variante agressiva muito grave conhecida como encefalite autoimune hiperaguda. A sua patologia é semelhante à da LEHA. Os métodos para induzir a encefalomielite autoimune experimental (EAE) hiperaguda em animais incluem alterações no protocolo de imunização (por exemplo, seleção de adjuvantes imunoestimulantes), utilização de estirpes animais específicas (antecedentes genéticos) ou manipulação do sistema imunitário antes da imunização. No entanto, os antecedentes patogénicos da ADEM e da LEHA em seres humanos podem ser diferentes. A associação mais comum da LEHA com infecções pelo vírus da gripe é distinta da gama de doenças infecciosas associadas à ADEM. Estudos genéticos recentes revelaram que as alterações genéticas no tecido alvo ou no sistema imunitário podem influenciar a resposta inflamatória desencadeada pela infeção na LEHA. Foram descobertos polimorfismos genéticos num gene que codifica o fator 1 do complemento numa família com duas crianças afectadas por LEHA.
O complemento está envolvido na lesão tecidular imunomediada e na inflamação, e a sua estimulação tem sido associada a lesões hiperagudas de EAE, pelo que esta ligação poderia explicar por que razão estes doentes têm uma doença inflamatória tão grave do SNC. Uma série de outros estudos encontrou uma ligação entre infecções virais comuns (principalmente parainfluenza e influenza), EAE e mutações no gene da proteína 2 de ligação ao RAN (RANBP2). A RANBP2 é uma proteína do poro nuclear cuja disfunção causa um défice de energia nos tecidos infectados por infecções agudas. O mecanismo exato pelo qual estas mutações afectam os mecanismos inflamatórios é desconhecido, mas estes resultados sugerem que a LEHA pode ser causada por uma resposta inflamatória desencadeada por uma infeção (potencialmente autoimune) que é reforçada pela disfunção de genes responsáveis pela regulação dos danos nos tecidos mediados pelo sistema imunitário.

## Causas e manifestações clínicas
O início da LAHE é súbito e, nalguns casos, violento. Manifesta-se entre 2 dias e 2 semanas após uma doença premonitória de 3 a 5 dias. É mais frequente no inverno e no outono. O antecedente mais comum (32-35%) são as infecções virais das vias respiratórias superiores, mas na maioria dos casos não há pródromo (18%). Num terço dos casos, a infeção do trato respiratório superior é seguida por um período de tempo sem sintomas antes do aparecimento de sintomas neurológicos. Os doentes em remissão hematológica de leucemia mieloide aguda podem ser especialmente vulneráveis a esta doença rara (2%). Dois terços são homens. As idades mais comuns são entre os 20 e os 40 anos, mas as crianças e os adultos também têm sido afectados. Doze por cento têm doenças auto-imunes pré-existentes.
A evolução é geralmente curta e termina com incapacidade ou morte. A cefaleia, a febre até 42°F, a fotofobia, a irritação meníngea, a rigidez do pescoço, a confusão e a letargia duram vários dias e são seguidas por um coma que se aprofunda ao longo de 4 a 10 dias. É possível efetuar um tratamento bifásico durante várias semanas. Num caso de doença bifásica, os esteróides em doses elevadas foram retirados antes do segundo episódio, o que pode ter levado a uma recrudescência. A necrose difusa e maciça da substância branca do SNC causa uma vasta gama de sintomas neurológicos. Os distúrbios do campo visual, as preferências do olhar, a paralisia pseudobulbar, a afasia ou o mutismo podem parecer ser causados por um distúrbio cortical, mas na realidade são causados por lesões da substância branca que cortam as ligações corticais. Surgem sinais precoces de incontinência e perturbações motoras e sensoriais. Os sinais de lesao piramidal são normalmente positivos e os reflexos são normalmente hiperactivos. 50% dos pacientes têm hemiparesia. As convulsões ou status epilepticus, os movimentos involuntários e a disartria afectam uma proporção menor da população. Um terço das pessoas tem papiledema, um sintoma de pressão intracraniana elevada. A morte ocorre como resultado de herniação e inchaço cerebral. A pleocitose do líquido cefalorraquidiano (LCR) desaparece ao fim de algumas semanas e os sintomas clínicos melhoram ao longo de algumas semanas a meses.
Clinicamente, a maioria dos doentes com LEHA sofre de encefalopatia aguda, que se agrava rapidamente em poucos dias. Quase metade das pessoas afectadas morre à medida que a doença progride, e as que sobrevivem têm consequências neurológicas graves. Na maioria dos casos, as análises laboratoriais revelam níveis elevados de marcadores inflamatórios, como a proteína C-reactiva (PCR), o dímero D, a procalcitonina e a ferritina sérica.
Febre, cefaleias, fadiga, náuseas, rigidez da nuca, vómitos, convulsões ou coma são sintomas comuns nos doentes diagnosticados com LEHA. Há também evidência de hemorragia cerebral que resulta em danos na substância branca. Os sintomas surgem geralmente 2 a 12 dias após uma infeção respiratória superior inespecífica ou vacinação.Para além destes sintomas, os doentes com LEHA podem ter outras condições médicas comórbidas, tais como:
1. Infeção respiratória
2. Dor abdominal
3. Sinais neurológicos focais
4. Encefalopatia
5. Fotofobia
6. Desvio do olhar
7. Fraqueza motora
8. Alteração do estado de consciência
9. Alterações sensoriais
10. Afasia em doentes idosos

A doença é agressiva e grave, com os doentes a progredirem de sintomas neurológicos localizados precocemente para convulsões e coma em poucos dias. A febre está geralmente associada à doença neurológica aguda. Os doentes não tratados têm uma taxa de mortalidade muito elevada. Uma avaliação clínica um mês após o início da doença ajuda a determinar o prognóstico a longo prazo dos doentes sobreviventes. As alterações na RM são semelhantes às observadas na ADEM, mas com edema cerebral mais grave e, ao contrário da ADEM, estão presentes hemorragias petequiais. O aumento dos níveis de proteínas e da contagem de leucócitos no líquido cefalorraquidiano (LCR) indica inflamação, mas não são encontradas bandas oligoclonais ou síntese de imunoglobulina intratecal.
Embora a causa subjacente da LEHA seja incerta, os investigadores descobriram uma correlação entre o início dos sintomas e a inflamação bacteriana ou viral. Assim, pensa-se que a LEHA é o resultado de uma resposta autoimune a uma bactéria ou a um vírus. Numerosos vírus e bactérias têm sido associados à ADEM/LEHA:
| Agentes patogénicos bacterianos e virais normalmente associados à LEHA [ 24 ] | |
| Bactérias                                                                     | Mycoplasma pneumonia Borrelia burgdorferi Leptospira Streptococcus |
| Vírus                                                                         | Vírus da gripe Enterovírus Sarampo Caxumba Rebela Varicela zoster Vírus Epstein Barr Citomegalovírus Vírus do herpes simples Hepatite A Vírus sincicial respiratório Vírus John Cunningham Vírus equino oriental e ocidental Vírus do Nilo Ocidental Califórnia SARS-CoV-2 |

## Fisiopatologia
A desmielinização ocorre quando os antigénios da mielina humana reagem com antigénios bacterianos ou virais, resultando no colapso da unidade protetora das fibras nervosas. Uma vez que os processos autoimunes têm normalmente como alvo o SNC e não o sistema nervoso periférico, esta resposta imunitária é invulgar. No caso da LEHA, ambas as áreas do sistema nervoso são visadas. Pensa-se que o processo autoimune é iniciado pelo mimetismo molecular entre os antigénios do agente patogénico bacteriano ou viral e os antigénios da mielina. Descobriu-se que os péptidos da proteína básica da mielina têm homologias com vírus como o da gripe, do sarampo, do adenovírus, do vírus da hepatite B e do vírus Epstein-Barr. A sensibilidade a este tipo de autoimunidade é predominante, uma vez que algumas moléculas do complexo principal de histocompatibilidade de classe I e II são mais eficazes na apresentação de péptidos homólogos para ativação de células T do que outras que podem ser afectadas por haplótipos de complexos de genes compatíveis. A raridade da doença deve-se provavelmente a factores genéticos predisponentes. Estudos que ligam a encefalomielite pós-vacinação causada pela vacina anti-rábica Semple ao antigénio leucocitário humano-DR17 e -DR9, bem como ao antigénio leucocitário humano-DRB1∗01 e -DRB1∗03(017) com ADEM na população russa, implicando uma ligação genética.
Num estudo recente, os investigadores encontraram apoio para esta hipótese ao injectarem um vírus da encefalomielite murina de Theiler em ratinhos. Na experiência, as células CD8+T foram activadas em ratinhos C57BL/6, resultando em desmielinização hemorrágica em 24 horas. Esta foi a primeira vez que foi demonstrado um modelo murino de LEHA.
Entretanto, vários estudos encontraram uma ligação ténue entre a doença e o sarampo, a raiva ou a vacinação; no entanto, é necessária mais investigação para confirmar esta ligação.

## LEHA e ADEM
A LEHA e a ADEM partilham muitas características. Isto porque ambas são geralmente precedidas por infecções do trato respiratório superior, ou infecções por EBV, HSV, papeira, caxumba, gripe, vírus da rubéola ou vacinação. Apesar do facto de muitas doenças infecciosas e precursores de vacinas estarem associados a ambas as doenças, a investigação ativa destas causas é frequentemente inútil. A LEHA é mais frequentemente diagnosticada em adultos jovens do que a ADEM, que é mais frequentemente diagnosticada em crianças. A LEHA pode ser mais comum em pessoas de ascendência das ilhas do Pacífico e/ou asiática, mas a ADEM não afecta especificamente pessoas de qualquer etnia.
Não é claro se a ADEM e a LEHA fazem parte de uma série de doenças com o mesmo processo subjacente, resultante de uma resposta autoimune causada por uma infeção prodrómica, ou se são entidades separadas. No entanto, os diferentes tipos de infiltrados no SNC, como os neutrófilos na LEHA e os linfócitos na ADEM, não apoiam a ideia de um espetro de doenças. Muitos mecanismos de resposta autoimune e características histopatológicas são semelhantes na LEHA e na ADEM. Por conseguinte, a LEHA é considerada como o subtipo mais grave de ADEM.
Uma vez que a ADEM e a LEHA se encontram no mesmo espetro de doença, não existe uma distinção clara entre as duas. Por conseguinte, é difícil distinguir as duas doenças através da RM. As lesões da substância branca em ambas as doenças podem ser causadas inicialmente por edema e inflamação e, mais tarde, por perda axonal e desmielinização. A ADEM tem menos edema cerebral, lesões mais pequenas e hemorragia rara. Outra distinção é que na LEHA, as fibras U subcorticais são geralmente poupadas. A LEHA produz um infiltrado predominantemente neutrofílico com hemorragias e hematomas pericapilares em bola e em anel, enquanto a ADEM produz um infiltrado predominantemente rico em linfócitos. A Tabela 2 compara a LEHA e a ADEM em termos de diferenças neurorradiológicas, clínicas e laboratoriais.
| Diferenças neurorradiológicas, clínicas e laboratoriais entre a AHLE e a ADEM. [ 5 ] | | |
| Características                                                                      | LEHA | ADEM |
| Grupo etário afetado                                                                 | Adultos jovens | Crianças |
| Epidemiologia                                                                        | Incidência esconhecida Predomínio masculino | Incidência 0,3-0,6 por 100.000 por ano (i) Predominância masculina (ii) Mais comum em crianças e adolescentes                                                      |
| Evento desencadeante                                                                 | Infecções do trato respiratório | Infecções do trato respiratório, exantema viral e vacinação |
| Achados clínicos Sintomas                                                            | Sintomas neurológicos focais de acordo com a localização das lesões | (i) Sintomas e sinais de pressão intracraniana elevada possível Sintomas neurológicos focais de acordo com a localização das lesões (i) Encefalopatia inespecífica |
| Evolução clínica                                                                     | Fulminante, evoluindo frequentemente para coma/morte no espaço de dias | Menos fulminante, coma invulgar |
| Início                                                                               | Hiperaguda | Fulminante Aguda |
| Resultados laboratoriais                                                             | Leucocitose | Normal |
| Achados radiológicos FLAIR SWI/T2∗                                                   | Lesões maiores, confluentes (i) Edema significativo com efeito de ocupação de espaço Hemorragias (petequiais) | Lesões hiperintensas da substância branca Sem dados |
| Achados histológicos e laboratoriais, LCR                                            | Pleocitose granulocítica (i) Proteína elevada em 87% (ii) Glicose normal (iii) Possivelmente eritrócitos/ferritina | Proteína aumentada em 23-62% dos pacientes pediátricos Pleocitose linfocítica                                                                                      |
| Histopatologia do sangue periférico                                                  | Leucocitose predominante de neutrófilos Necrose de pequenos vasos (i) Exsudação de fibrina perivascular (ii) Hemorragias ("ring-and-ball") (iii) Infiltração de neutrófilos e macrófagos (iv) Desmielinização em fases mais avançadas | Sem leucocitose Desmielinização perivascular com infiltração linfocítica                                                                                           |
| Patologia                                                                            | Desmielinização, hemorragias em anel e necrose fibrinóide | Desmielinização, inflamação perivenular |
| VHS/reactivos de fase aguda                                                          | Elevada | Normal |
| Celularidade do LCR                                                                  | Glóbulos vermelhos, neutrófilos | Mononucleares |
| Urina                                                                                | Ocasionalmente proteinúria | Normal |
| Neuroimagem                                                                          | Lesões grandes, hemorragia, necrose e efeito de massa | Lesões multifocais da substância branca |
| Opções de tratamento                                                                 | (i) Glucocorticóides (ii) Plasmaférese (iii) IVIG (iv) Rituximab, ciclofosfamida | (i) IVIG (ii) Glucocorticóides (iii) Plasmaférese |
| Prognóstico                                                                          | Mau | Geralmente bom |

## Diagnóstico
A LEHA é diagnosticada principalmente através de neuroimagem, análise do LCR e histopatologia. Devido à falta de investigação formal, não existem directrizes para definir algoritmos de diagnóstico e não podem ser derivadas dos dados actuais. Além disso, a maioria dos cenários clínicos descritos na literatura inclui sinais e sintomas que levam os médicos a suspeitar de ADEM. As características clínicas individuais não fazem uma distinção definitiva entre a ADEM e a LEHA, mas a coexistência de múltiplos sinais e sintomas ajuda a distinguir entre estas duas entidades. Dado que a evolução clínica e a aparência sindrómica da ADEM e da LEHA são frequentemente indistinguíveis, as opções de tratamento são semelhantes e o conjunto de provas para esta última é limitado para ambas as entidades, a necessidade de uma diferenciação fiável parece duvidosa.
O exame clínico e, mais importante ainda, a TAC, os estudos do LCR, a biopsia cerebral e a RMN podem ser utilizados para estabelecer o diagnóstico. Os testes do LCR para detetar níveis aumentados de proteínas e leucocitose são geralmente positivos, mas os testes de reação em cadeia da polimerase e as culturas de causas infecciosas são geralmente negativos. A TAC à cabeça pode revelar hipodensidades na substância cinzenta e branca afectadas. As lesões hiperintensas ponderadas em T2 serão visíveis numa ressonância magnética cerebral. A sequência FLAIR permite uma melhor visualização. Uma biopsia cerebral pode revelar achados patognomónicos como desmielinização, necrose hemorrágica e infiltrados perivasculares. Embora o exame direto do tecido cerebral seja o método mais preciso para diagnosticar a LEHA, este pode não ser possível em todos os doentes. O diagnóstico clínico pode ser efectuado com base na gravidade dos sintomas, na evolução clínica da doença e nos achados radiológicos. Os achados radiológicos da ADEM e da LEHA são semelhantes.
A LEHA é caracterizada histopatologicamente por necrose e microhemorragias perivasculares, desmielinização com exsudado de fibrina e lesão axonal. A inflamação perivascular é de gravidade variável, mas é geralmente neutrofílica com infiltração de linfócitos e macrófagos. Muitas pessoas morrem em consequência do edema e da hemorragia maciça causada pela herniação. Finalmente, a imunossupressão e o controlo do edema cerebral são os objectivos do tratamento.
A RM é útil na deteção precoce da LEHA, que se caracteriza por tractos de substância branca com hemorragia na imagem SWI e preservação da substância cinzenta. As alterações são geralmente múltiplas, sendo os lobos parietais e frontais os mais afectados, mas o tronco cerebral, a medula espinal e os gânglios basais também podem ser afectados. A RM cerebral é fundamental porque detecta lesões confluentes da substância branca com efeitos de ocupação de espaço, edema significativo e hemorragias petequiais. A localização das lesões parece ser altamente variável. Cerca de dois terços dos doentes têm envolvimento hemisférico uni ou bilateral, mas foram descritos outros padrões de distribuição. A presença de hemorragias intraparenquimatosas na RM cerebral, no entanto, é a caraterística mais útil para distinguir a LEHA da ADEM.

## Tratamento
O aparecimento dos sintomas da LEHA ocorre em simultâneo com a progressão da doença, tornando-a numa condição extremamente difícil de tratar. Apesar disso, muitos dos estudos e ensaios clínicos actuais estão centrados no desenvolvimento de tratamentos eficazes e a longo prazo para a doença.
Não foram publicados estudos controlados ou grandes séries de casos para ajudar a orientar o tratamento desta doença rara e frequentemente fatal. O tratamento baseia-se na opinião de peritos, no conhecimento da patologia subjacente e em dados de relatos de casos isolados. Foram publicados vários relatos de casos com resultados positivos de uma variedade de métodos imunossupressores, incluindo imunoglobulinas intravenosas, corticosteróides em doses elevadas, ciclofosfamida e plasmaferese. Seales e Greer descreveram como utilizaram manitol, hiperventilação e fenobarbital para tratar um paciente com pressão intracraniana elevada. Nesse caso, o paciente não teve efeitos neurológicos a longo prazo. Também foi discutido como tratar cirurgicamente a pressão intracraniana elevada.
O tratamento da LEHA tem o potencial de alterar o prognóstico da doença. A primeira linha de tratamento é o controlo agressivo da PIC, que pode necessitar de craniectomia descompressiva em alguns casos. A maioria dos pacientes, no entanto, pode ser tratada clinicamente. A terapia imunomoduladora é utilizada na segunda fase do tratamento para lidar com os níveis persistentemente elevados de inflamação. Embora não tenham sido estabelecidas directrizes de tratamento para a LEHA, vários estudos e relatos de casos sugerem que a IVIG, os esteróides em doses elevadas e a plasmaferese devem ser utilizados como tratamento primário. Na apresentação inicial, deve ser iniciada uma dose de pulso de metilprednisolona IV, juntamente com aciclovir e antibióticos. Esta deve ser administrada durante 3-5 dias, seguida de 4-6 semanas de prednisolona oral. Vários relatos de casos e pequenos estudos demonstraram a eficácia da terapêutica diária com IVIG, quer numa dose única quer num ciclo de cinco dias. Apesar do facto de não terem sido realizados ensaios clínicos que comparem a plasmaferese e a IVIG para o tratamento da LEHA, as evidências de várias séries e relatos de casos sugerem que a plasmaferese deve ser utilizada quando os esteróides e a IVIG falham.
Estudos anteriores relataram uma doença monofásica com um bom prognóstico quando o primeiro ataque é superado. Não foram registados casos de recorrência de LEHA. Também não é claro se a presença ou ausência de doença respiratória prévia tem valor prognóstico. A LEHA não é apenas um desafio diagnóstico, mas também um desafio terapêutico, uma vez que as directrizes de tratamento para a LEHA não estão bem estabelecidas. É necessária mais investigação para caraterizar melhor esta doença rara e fornecer mais informações sobre as opções de tratamento e prognóstico.

## Prognóstico e complicações
O prognóstico da LAHE é mau, com a morte a ocorrer normalmente uma semana após o início da doença devido ao aumento do controlo da pressão intracraniana (PIC). Os sintomas psiquiátricos, a deterioração mental e as convulsões são comuns nos sobreviventes. Apenas alguns pacientes se recuperaram completamente.

## Conclusão
A LEHA é uma doença rara e rapidamente fatal com uma etiologia desconhecida. Existe uma escassez de literatura sobre o tratamento e a apresentação desta doença rara. O diagnóstico é difícil porque o nível de evidência relativamente ao rendimento diagnóstico das características de neuroimagem, clínicas e laboratoriais é ainda muito baixo. A investigação futura deve concentrar-se nas características do tratamento e no seu impacto na evolução e nos resultados.